# Ernest II de Saxe
Ernest de Saxe, né le 26 ou 27 juin 1464 et mort à Halle au château de Moritzburg le 3 août 1513, est un prélat allemand, qui fut archevêque de Magdebourg de 1476 à sa mort et administrateur de Halberstadt de 1482 à sa mort.

## Famille
Ernest II est le fils d'Ernest de Saxe, co-électeur de Saxe et de son épouse Élisabeth de Bavière. Il appartient à la maison de Wettin et il est le frère cadet de Frédéric III le Sage.

## Archevêque de Magdebourg
Malgré la réticence du chapitre de la cathédrale de Magdebourg au vu de son jeune âge et du fait qu'il ne soit pas encore prêtre, la famille de Saxe obtient sa nomination par dispense du pape Sixte IV en 1478, contre une énorme somme. Sa nomination avait été entérinée auparavant en 1476 par le landgrave Guillaume de Thuringe, le bourgmestre de Magdebourg et ses magistrats. Il devient ainsi prince-archevêque. Il est sacré évêque le 22 novembre 1489. Il fait rénover la cathédrale.
Son cœur est inhumé à la chapelle Sainte-Madeleine du château de Moritzburg et sa dépouille à la cathédrale de Magdebourg, dans la tombe de bronze qu'il avait fait ériger en 1495.